# Biosfeerreservaat Prioksko-Terrasny
Biosfeerreservaat Prioksko-Terrasny of Zapovednik Prioksko-Terrasny (Russisch: Приокско-Террасный государственный природный биосферный заповедник) is gelegen in de rayon Serpoechovski in de Oblast Moskou en werd gecreëerd in juni 1945. Prioksko-Terrasny is sinds 19 februari 1979 opgenomen op de lijst met biosfeerreservaten van UNESCO.

## Flora en fauna
Het gebied is 49,6 km², waarvan 92% is bedekt met bossen bestaande uit dennen-, sparren-, linden-, berken- en gemengde bestanden. De biodiversiteit in het gebied is zeer hoog. Er werden meer dan 1.000 vaatplanten, meer dan 160 mossen, 100 korstmossen, 700 schimmels, 140 vogelsoorten en tien vleermuizen. In de beken in het gebied leven 30 à 40 bevers (Castor fiber) en de Euraziatische lynx (Lynx lynx), eland (Alces alces), edelhert (Cervus elaphus) en dwerguil (Glaucidium passerinum) zijn vaste bewoners in het reservaat.

## Toerisme
Het gebied is de meest drukbezochte zapovednik van Rusland, wat komt doordat het vrij dicht bij Moskou ligt. In 2001 werd het aantal bezoekers op 12.000 geschat. De meest belangrijke toeristische attractie van het gebied is de aanwezigheid van wisenten (Bison bonasus) in een omheind reservaat. De wisent prijkt dan ook op het embleem van het biosfeerreservaat Prioksko-Terrasny.

## Wisenten
Biosfeerreservaat Prioksko-Terrasny speelt sinds 1948 een zeer belangrijke rol bij het behoud en de bescherming van wisenten. De oprichter van het fokcentrum is Michail A. Zablotski, een onderzoeker die na zijn studie in Askania-Nova heeft gewerkt, waar de enige wisent van de gehele Sovjet-Unie leefde. Zablotski raakte gefascineerd door deze wisent en maakte sinds 1939 een plan om de ernstig bedreigde wisent te behouden. Pas na de Tweede Wereldoorlog kon dit plan ook daadwerkelijk uitgevoerd worden en Prioksko-Terrasny werd uitgekozen als basis. Dit omdat het gebied overeenkomt met de habitateisen van de wisent en het qua infrastructuur (dicht bij Moskou) haalbaar was om wisenten vanuit Polen over te brengen. De eerste wisenten kwamen in Prioksko-Terrasny aan op 21 november 1948, tevens de verjaardag van Zablotski, die het omschreef als "het mooiste verjaardagscadeau dat hij ooit heeft gekregen". Nadien heeft het fokcentrum zeker 400 wisenten grootgebracht, om deze later weer uit te zetten in gebieden in Rusland (en elders) waar ze ooit voorkwamen.

## Afbeeldingen

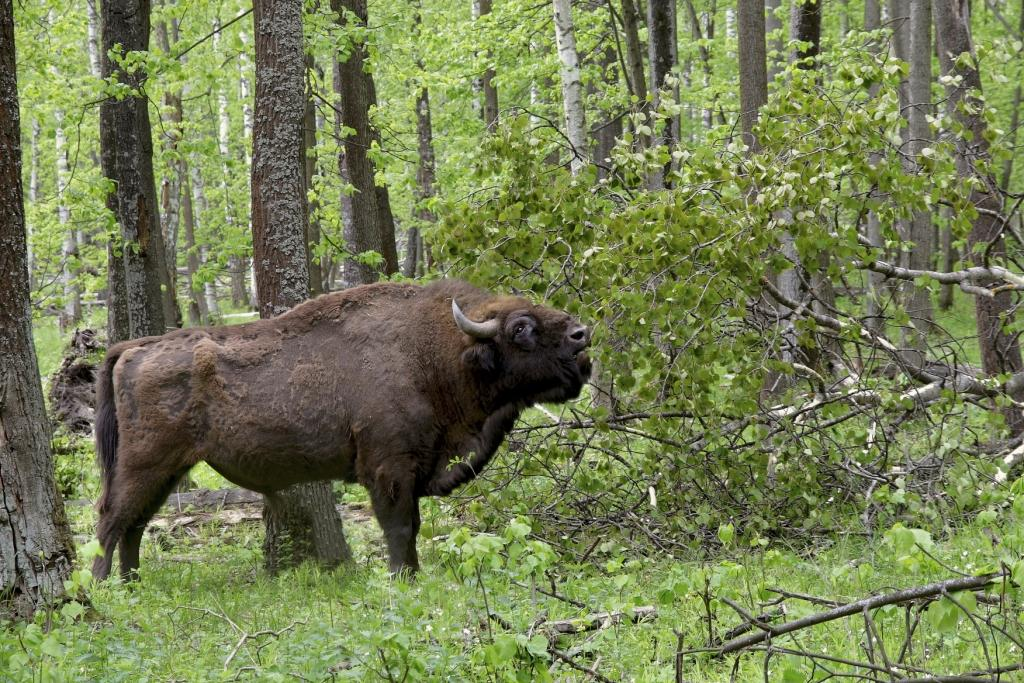
Wisent in Biosfeerreservaat Prioksko-Terrasny.
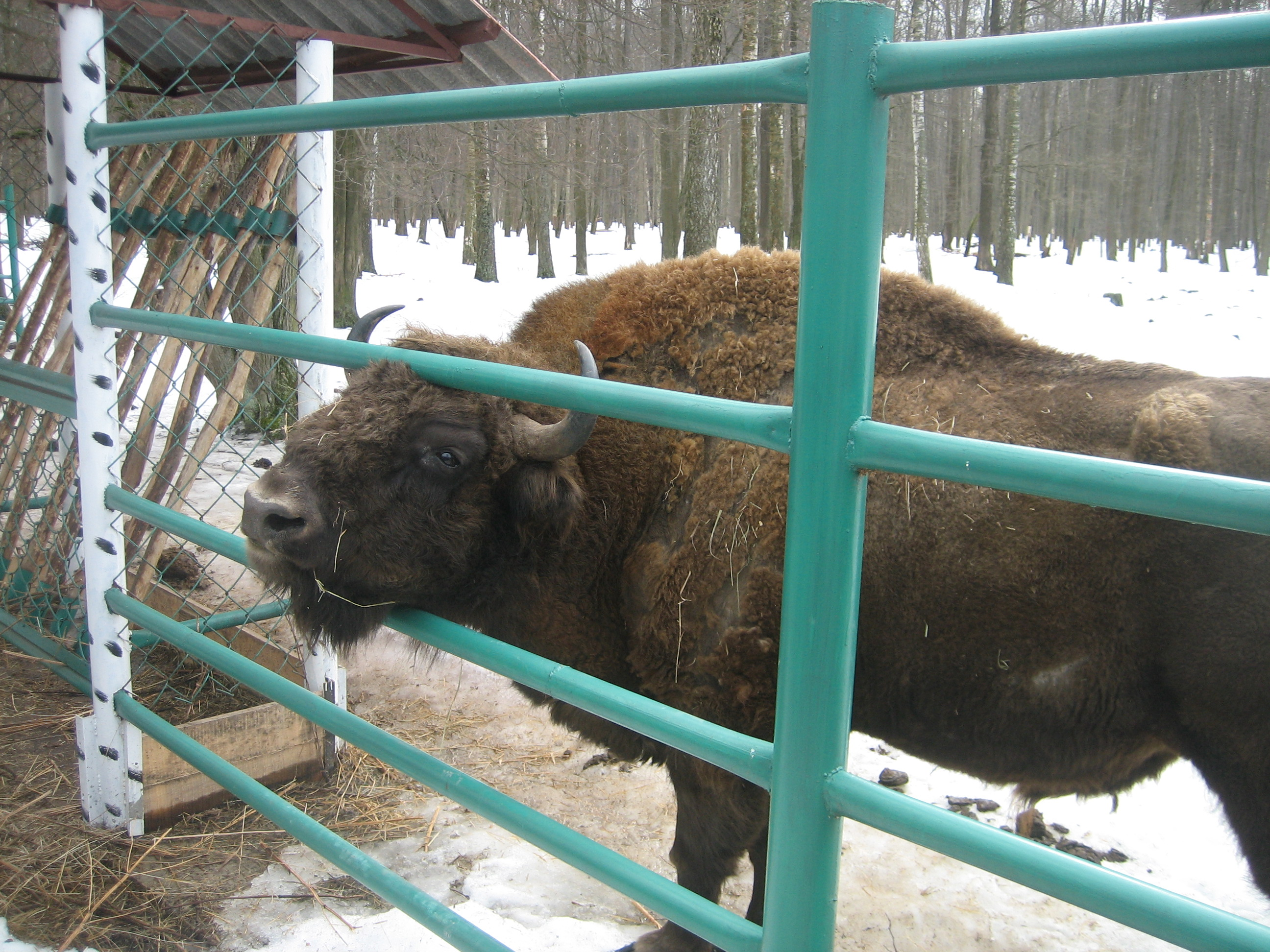
Een wisent in het fokcentrum.

- Virtual International Authority File: 248771050
- WorldCat: E39PBJvd9p33JtjMcKDHBK9v73